# Kristian Zahrtmanns Plads
Kristian Zahrtmanns Plads er plads i Fuglebakken-kvarteret på Frederiksberg
I  1912/13 fik Kristian Zahrtmann et hus på stedet, det blev  tegnet af arkitekt Hans Koch og blev præmieret i 1913 og huset fik navnet Casa  D'Antino. Casa D'Antino er også navnet på en restaurant i Dr. Tværgade. På pladsen er opsat en statue af Kristian Zahrtmann, som er udført af Hans Syberg.
Forlaget Hoff & Poulsen har til huse på Kristian Zahrtmanns Plads.